# Mioxena
Mioxena Simon, 1926 è un genere di ragni appartenente alla famiglia Linyphiidae.

## Distribuzione
Le tre specie oggi attribuite a questo genere sono state rinvenute nella regione paleartica (M. blanda) e in Africa centrale le altre due specie.
In Italia settentrionale sono stati reperiti esemplari di M. blanda.

## Tassonomia
Questo genere è stato rimosso dalla sinonimia con Diplocentria Hull, 1911, a seguito di uno studio dell'aracnologo Denis del 1947.
A dicembre 2011, si compone di tre specie:
- Mioxena blanda (Simon, 1884)[4] — Europa, Russia
- Mioxena celisi Holm, 1968 — Congo, Kenya
- Mioxena longispinosa Miller, 1970 — Angola

### Sinonimi
- Mioxena candida (Bösenberg, 1902); questi esemplari, trasferiti dal genere Lophomma Menge, 1868, sono stati riconosciuti sinonimi di M. blanda (Simon, 1914), a seguito di un lavoro degli aracnologi Marusik, Gnelitsa & Koponen del 2007[1].